# مسجد كلاغ الملكي
مسجد كلاغ الملكي (بالملايو: Masjid Bandar Diraja ) هو مسجد يقع في مدينة كلاغ في اقليم سلاغور في ماليزيا، يقع المسجد في جالان باسار .